# Castell de Cape Coast

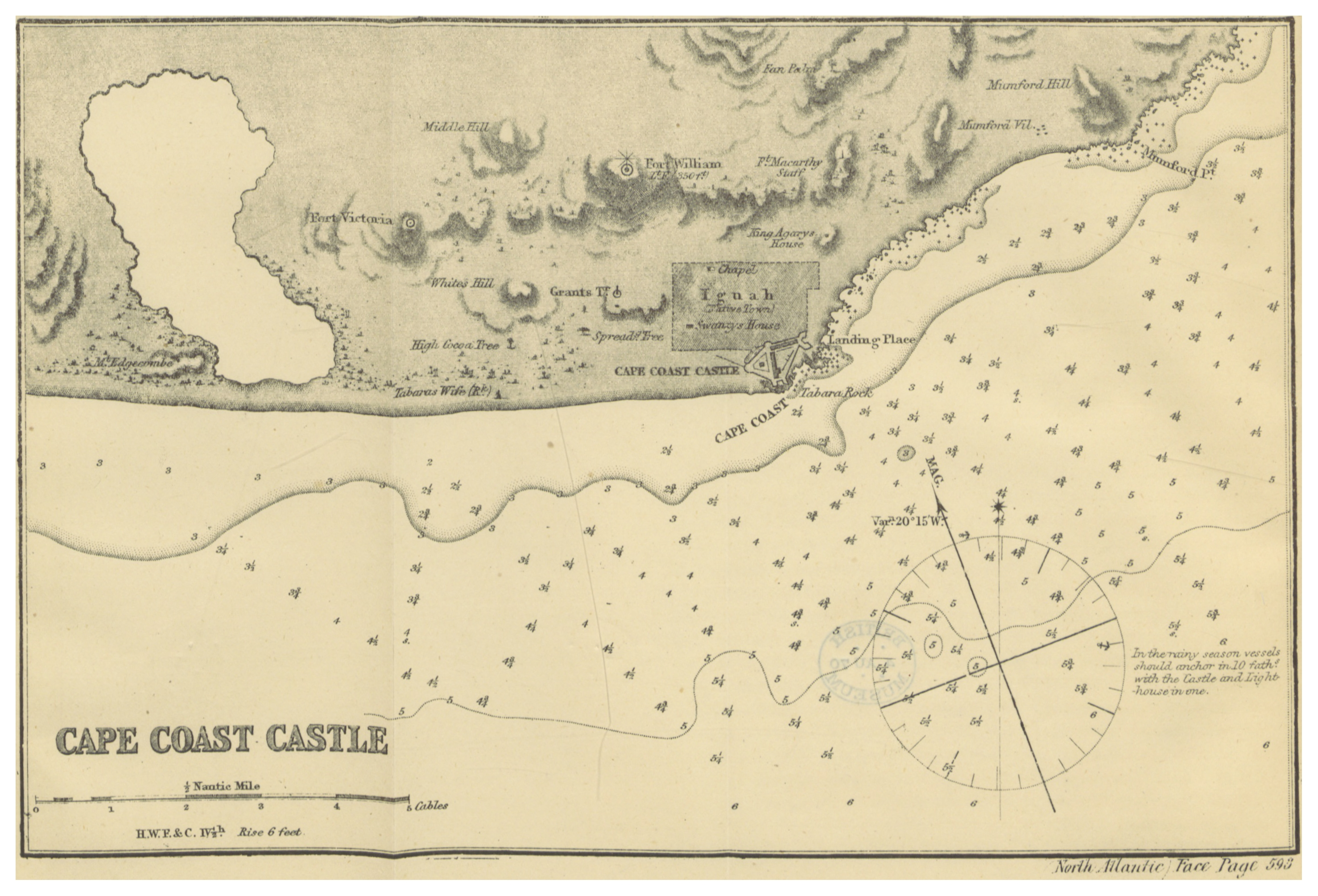
Mapa del castell de la Costa del Cap (1869)

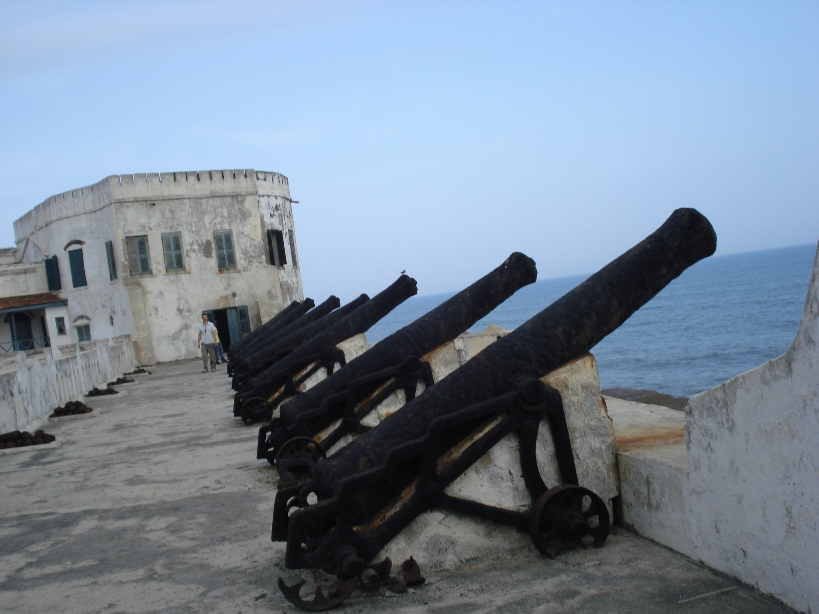
Canó al castell de Cape Coast

El Castell de Cape Coast és un de la quarantena de "castells d'esclaus", o grans fortaleses comercials, construïdes a la Costa d'Or de l'Àfrica Occidental (l'actual Ghana) per part dels comerciants europeus. Originalment era un "feitoria" o nucli comercial portuguès establert el 1555. No obstant això, el 1653, la Companyia sueca d'Àfrica hi va construir una fortalesa de fusta. Originalment era un centre per al comerç de fusta per la construcció i or. Més tard va ser utilitzat pel tràfic transatlàntic d'esclaus. Entre altres castells d'esclaus ghanesos hi ha el castell d'Elmina i el Fort Christiansborg. S'utilitzaven per retenir esclaus abans de ser carregats als vaixells i venuts a Amèrica, especialment al Carib.

## Comerç d'esclaus

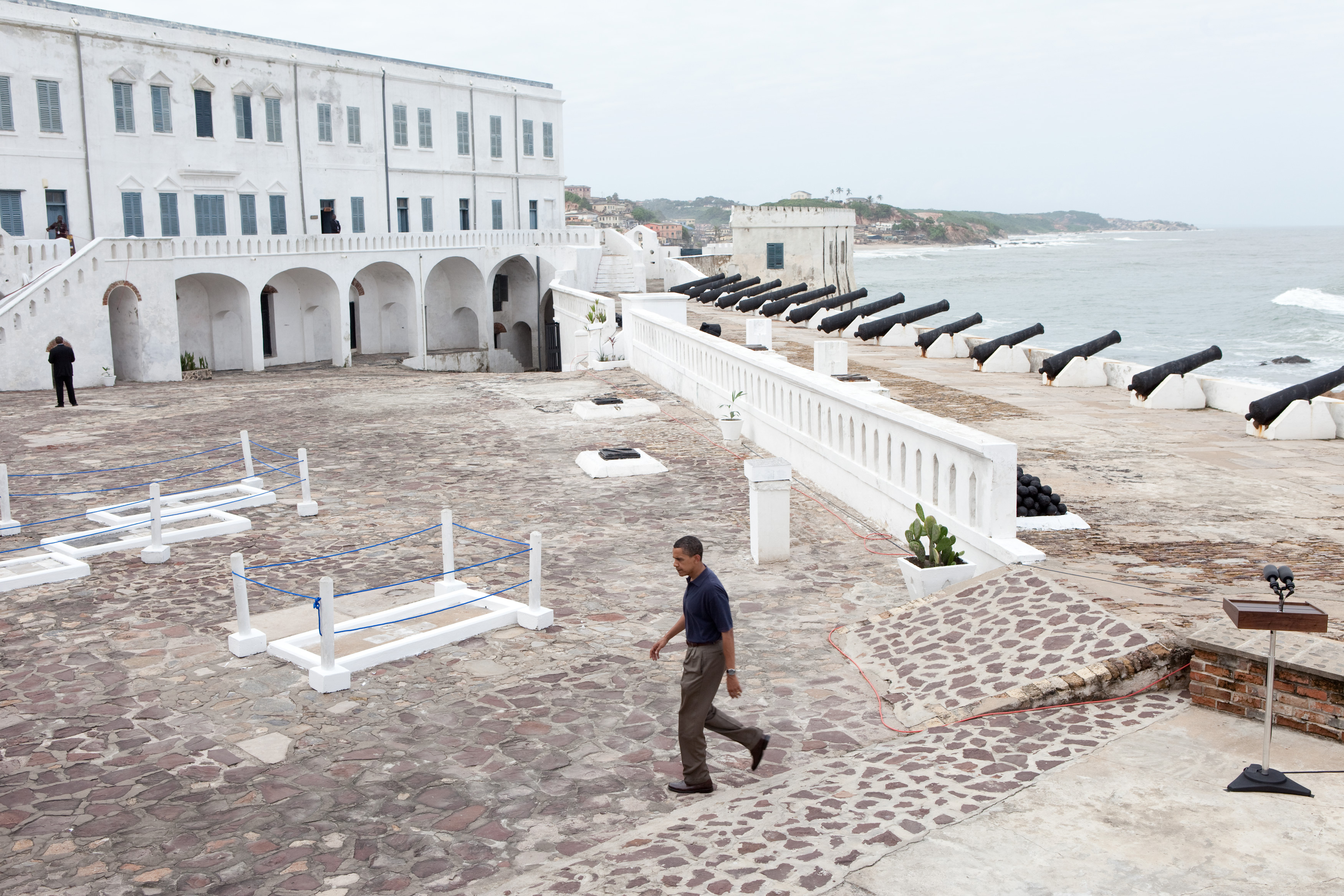
El president Barack Obama visita el castell d'esclaus

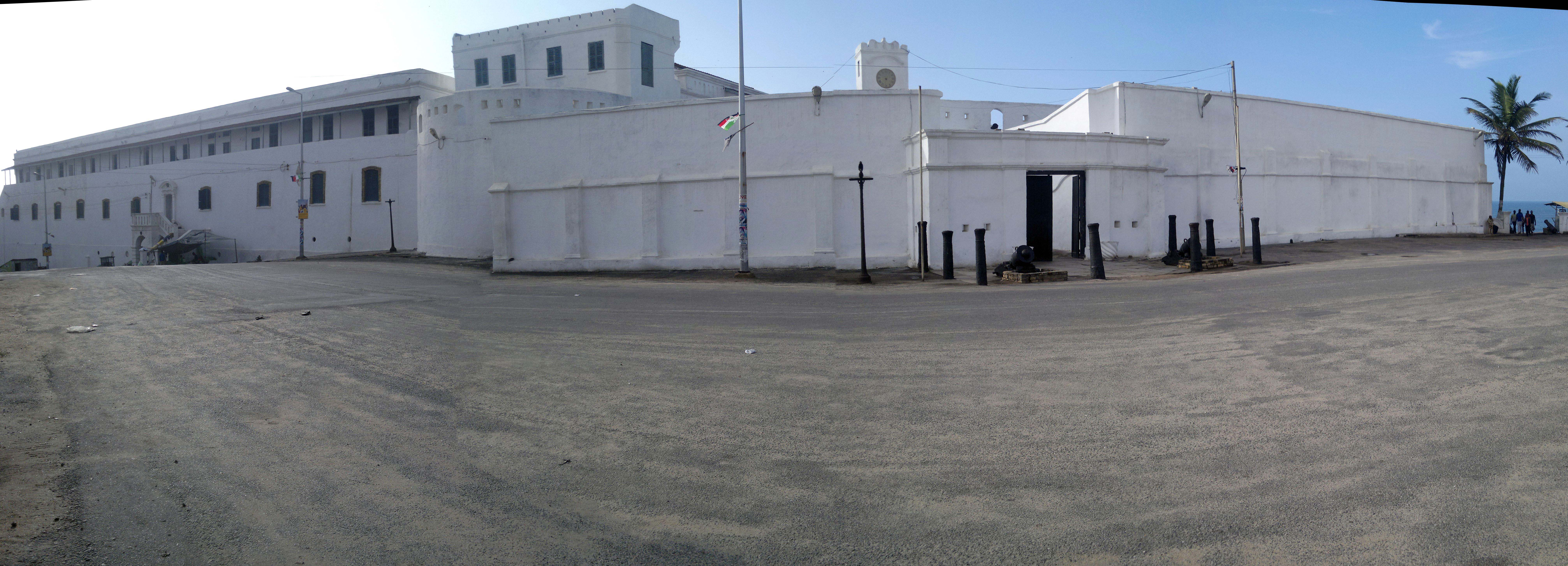
Castell de Cape Coast

La gran quantitat de pols d'or que es va trobar a Ghana va ser el que va atraure en un primer moment a Europa, i molts nadius de Cape Coast ho van aprofitar. A canvi d'or, caoba, la seva pròpia gent i altres productes locals, els nadius rebien roba, mantes, espècies, sucre, seda i molts altres articles. El castell de Cape Coast era un mercat on es van produir aquestes transaccions.
En aquell moment els africans esclavitzats eren una mercaderia valuosa a Amèrica i en altres llocs, i es van convertir en el principal producte comercialitzat a Cape Coast. Per aquest motiu el castell va patir reformes profundes. Una de les alteracions va ser afegir grans masmorres subterrànies que poguessin contenir fins a mil esclaus per esperar l'exportació. Moltes nacions europees van anar a Cape Coast per mantenir la seva posició en el comerç d'esclaus. Els negocis eren molt competitius i això va provocar conflictes. Aquesta és la raó per la qual el castell de Cape Coast va canviar de mans moltes vegades durant el transcurs de la seva història comercial.
Al castell, el calabós subterrani era un espai de terror, mort i foscor. Aquest ambient es trobava al costat dels habitatges de comandament europeus i els caps de comandament blancs que vivien de manera relativament luxosa. El soterrani d'aquesta imponent fortalesa era sovint l'últim record dels esclaus de la seva pàtria abans de ser enviats a l'altre costat de l'Atlàntic, ja que això significava el començament del seu viatge. Els esclaus eren colpejats i torturats, i molts emmalaltien. A sobre del sediment dels ossos en descomposició, la carn i els excrements que es van congelar al llarg dels segles hi ha un santuari a Nana Tabir, el déu local. Aquesta capella és mantinguda per un sacerdot tradicional africà, que accepta les ofrenes monetàries per oracions d'expiació.

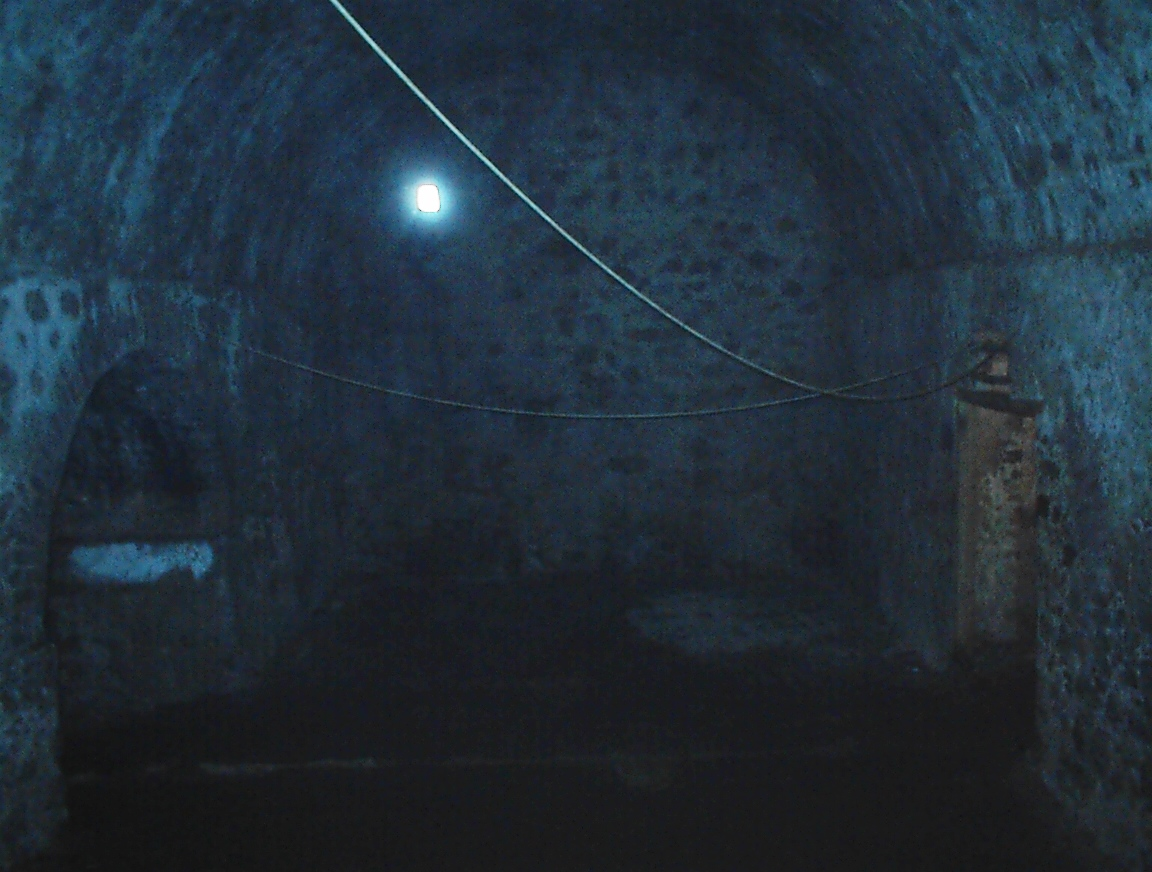
Dintre de la masmorra del castell de Cape Coast, on centenars d'esclaus van patir abans de ser transferits a embarcacions destinades a l'hemisferi occidental.

El 1824, el governador britànic, Sir Charles MacCarthy, va ser derrotat per l'exèrcit Aixanti, es va suïcidar i el seu crani va ser portat a la capital d'Aixanti, Kumasi, on es va utilitzar com a copa per beure. George Maclean era governador del castell de Cape Coast entre 1830 i 1844. A l'octubre de 1836 va conèixer a la poeta Letitia Landon en un sopar mentre visitava el Regne Unit. Es van casar i van tornar al castell de Cape Coast on, en dos mesos, Landon va morir per insuficiència cardíaca. George i Letitia estan enterrats al pati del castell. Maclean va ser acusat de posar fi al comerç d'esclaus i ho va fer al llarg de 300 km de la costa de l'Àfrica Occidental. També va fer la pau amb els Aixanti (Tractat de 1831), va instituir un sistema judicial encara en ús en moltes democràcies africanes, i va encoratjar el comerç reeixit i just.

## Història de l'edifici

### Seglexvii
El primer fort establert a l'indret va ser construït per Hendrik Caerloff per a la Companyia sueca d'Àfrica. Caerloff va ser un antic empleat de la Companyia holandesa de les Índies Occidentals que havia augmentat la seva posició fins a posar-se a treballar en aquesta última empresa establerta per Louis de Geer. Com a exalt oficial dels holandesos, Caerloff va tenir relacions amistoses amb els caps locals, quelcom necessari per establir un lloc comercial. El 1650, Caerloff va aconseguir obtenir el permís del rei de Fetu per establir un fort a Cabo Corso (que significa "cap curt" en portuguès, que més endavant es va corrompre fins a dir-se Cape Coast). El primer pavelló de fusta es va erigir el 1653 i es va anomenar Carolusborg pel rei Carles X de Suècia.
Caerloff va tornar a Europa el 1655, deixant un suec que es deia Johann Philipp von Krusenstjerna a càrrec de Carolusborg. Louis de Geer mentrestant havia mort, i Caerloff es va implicar en una greu disputa amb els seus hereus. A Amsterdam va convèncer els comerciants que donessin una injecció financera a la Companyia danesa de l'Índia Occidental, a canvi de marxar a la Gold Coast el 1657, tenint present l'objectiu de capturar per a Dinamarca les cases i forts suecs que havia establert. Amb l'ajuda dels holandesos, Caerloff va aconseguir expulsar els suecs, deixant la Goald Coast quan va capturar el vaixell Stockholm Slott amb Von Krusenstjerna com a presoner.
Caerloff havia deixat a Samuel Smit, també antic empleat de la Companyia holandesa de les Índies Occidentals, a càrrec de Carolusborg. Els holandesos van aconseguir convèncer a Smit el 1659 amb el rumor que Dinamarca havia estat conquistada per Suècia, amb la qual Smit es va incorporar a la Companyia holandesa de l'Índia Occidental i va lliurar totes les possessions daneses als holandesos. El rei de Fetu es va mostrar disgustat amb això, però va impedir que els holandesos prenguessin possessió del fort. Un any després, el rei va decidir vendre-la als suecs. Després de morir el rei el 1663, els holandesos van poder finalment ocupar el fort.
Mentrestant, els danesos havien establert un altre fort, el fort Frederiksborg (1661), a pocs centenars de metres a l'est de Carolusborg. Tot i que estava perfectament situat per llançar un atac contra Carolusborg, la captura anglesa de Carolusborg (1664) durant el preludi de la segona guerra anglo-holandesa, va impedir als danesos desafiar-los; els anglesos havien reforçat el fort, que van nomenar el castell de Cape Coast, fins al punt que fins i tot l'almirall neerlandès Michiel de Ruyter considerava que era impossible conquistar. Com que els holandesos havien capturat l'antiga seu anglesa a Kormantin i l'havien reconstruït i li havien donat el nom de Fort Amsterdam, Cape Coast es va convertir en la nova capital de les possessions angleses a la Costa d'Or.

### Seglexviii
El 1722, el fort va ser el lloc on 54 homes de la tripulació del pirata Bartolomé Roberts van ser condemnats a mort, dels quals 52 van ser penjats i dos van ser condemnats.
El 1757, durant la Guerra dels Set Anys, un esquadró naval francès va danyar i gairebé va capturar el castell de la Costa del Cap. Aquest esdeveniment va ser probablement una de les raons més importants que van portar a reconstruir completament el castell, que era bastant conegut per les parets que es col·lapsaven i per les teulades amb degoters. El 1762, al costat occidental es va construir un gran esperó que va acabar en una torre i el 1773 es va aixecar un alt edifici al llarg de la cortina nord, durant el qual es van enderrocar els darrers vestigis del fort del segle xvii. Greenhill Point, un baluard a l'est del castell, va ser substituït per dos nous baluards, amb una porta de mar al mig. Al sud, dos nous baluards, anomenats bastions de Grossle, van substituir una antiga torre rodona com a principal obra defensiva. La torre, que ara no tenia ús militar, es va ampliar als anys 1790 amb dues ales, que es van convertir en els apartaments dels governants. L'espai situat sota els bastions de Grossle van ser els nous calabossos d'esclaus.

### Restauració
El castell, o castell i masmorra, per donar-li el seu nom oficial, es va restaurar per primera vegada en la dècada de 1920 pel Departament d'Obres Públiques Britàniques. El 1957, quan Ghana es va independitzar, el castell va rebre les atencions de la Junta de Museus i Monuments de Ghana (GMMB). A principis de la dècada de 1990, l'edifici va ser restaurat pel govern de Ghana, amb fons del Programa de Nacions Unides per al Desenvolupament (PNUD), Agència dels Estats Units per al Desenvolupament Internacional (USAID), amb assistència tècnica de la institució Smithsonian i altres ONG. El castell de Cape Coast, i altres fortificacions i castells de Ghana, estan inclosos a la llista del patrimoni mundial de la UNESCO.